# دین تپه تیرکلا
دین تپه تیرکلا مربوط به هزاره اول تا دوران‌های تاریخی پس از اسلام است و در شهرستان ساری، بخش مرکزی، روستای تیرکلا واقع شده و این اثر در تاریخ ۱ مهر ۱۳۸۲ با شمارهٔ ثبت ۱۰۲۹۴ به‌عنوان یکی از آثار ملی ایران به ثبت رسیده است.